# Johanita Scholtz
Johanita Scholtz (* 25. Januar 2000 in Kapstadt) ist eine südafrikanische Badmintonspielerin.

## Karriere
Scholtz begann mit fünf Jahren Badminton zu spielen, wurde 2012 in das Provinzteam aufgenommen und gab 2014 ihr internationales Debüt bei den South Africa International 2014. Bei den Juniorenafrikameisterschaften 2016 siegte sie gemeinsam mit Zani van der Merwe im Damendoppel. Nachdem Scholtz 2016 bei den Rose Hill International ins Endspiel einziehen konnte, gelang ihr im folgenden Jahr ihr erster Turniersieg bei einer Veranstaltung der Badminton World Federation bei den Botswana International 2017. Bei den Afrikanischen Meisterschaften 2017 gewann sie die Bronzemedaille im Damendoppel mit Sandra Le Grange und wurde mit der südafrikanischen Nationalmannschaft Vizemeisterin. 2018 konnte Scholtz in ihrem Heimatland die South Africa International 2018 mit Lehandre Schoeman gewinnen. 2019 scheiterte sie bei dem Wettbewerb im Finale an einer italienischen Paarung. Bei den Botswana International 2019 siegte sie im Dameneinzel und an der Seite von Megan de Beer und wurde im Mixed Zweite. Bei den Afrikaspielen 2019 gewann Scholtz die Goldmedaille im Einzel und wurde im Doppel und mit dem südafrikanischen Team Dritte. Bei den Botswana International 2021 stand Scholtz mit Amy Ackerman im Doppel oben auf dem Podium und zog im Einzel ins Finale ein. Sie triumphierte außerdem bei den Benin International 2021 im Dameneinzel und bei den South Africa International 2021 in zwei Disziplinen. Bei den Afrikameisterschaften 2021 wurde Scholtz im Einzel und im Damendoppel an der Seite von Ackerman Kontinentalmeisterin.

## Sportliche Erfolge
| Jahr | Veranstaltung                    | Platz | Disziplin   | Spielpartner       |
| ---- | -------------------------------- | ----- | ----------- | ------------------ |
| 2016 | Juniorenafrikameisterschaft 2016 | 1.    | Damendoppel | Zani van der Merwe |
| 2016 | Juniorenafrikameisterschaft 2016 | 3.    | Dameneinzel |                    |
| 2016 | South Africa International 2016  | 3.    | Dameneinzel |                    |
| 2016 | Rose Hill International 2016     | 2.    | Dameneinzel |                    |
| 2016 | Rose Hill International 2016     | 3.    | Mixed       | Cameron Coetzer    |
| 2017 | Botswana International 2017      | 1.    | Dameneinzel |                    |
| 2017 | Afrikameisterschaft 2017         | 3.    | Damendoppel | Sandra Le Grange   |
| 2017 | Afrikameisterschaft 2017         | 2.    | Mannschaft  | Südafrika          |
| 2018 | South Africa International 2018  | 1.    | Damendoppel | Lehandre Schoeman  |
| 2018 | South Africa International 2018  | 3.    | Dameneinzel |                    |
| 2019 | Botswana International 2019      | 1.    | Damendoppel | Megan de Beer      |
| 2019 | Botswana International 2019      | 1.    | Dameneinzel |                    |
| 2019 | Botswana International 2019      | 2.    | Mixed       | Jason Mann         |
| 2019 | South Africa International 2019  | 2.    | Damendoppel | Megan de Beer      |
| 2019 | Afrikaspiele 2019                | 3.    | Damendoppel | Megan de Beer      |
| 2019 | Afrikaspiele 2019                | 1.    | Dameneinzel |                    |
| 2019 | Afrikaspiele 2019                | 3.    | Mannschaft  | Südafrika          |
| 2021 | Botswana International 2021      | 1.    | Damendoppel | Amy Ackerman       |
| 2021 | Botswana International 2021      | 2.    | Dameneinzel |                    |
| 2021 | South Africa International 2021  | 1.    | Damendoppel | Amy Ackerman       |
| 2021 | South Africa International 2021  | 3.    | Mixed       | Caden Kakora       |
| 2021 | South Africa International 2021  | 1.    | Dameneinzel |                    |
| 2021 | Benin International 2021         | 1.    | Dameneinzel |                    |
| 2021 | Afrikameisterschaft 2021         | 1.    | Damendoppel | Amy Ackerman       |
| 2021 | Afrikameisterschaft 2021         | 1.    | Dameneinzel |                    |
| 2021 | Afrikameisterschaft 2021         | 3.    | Mannschaft  | Südafrika          |
| 2023 | Benin International              | 1.    | Dameneinzel |                    |